# 聖佩德羅德蒙特斯德奧卡區

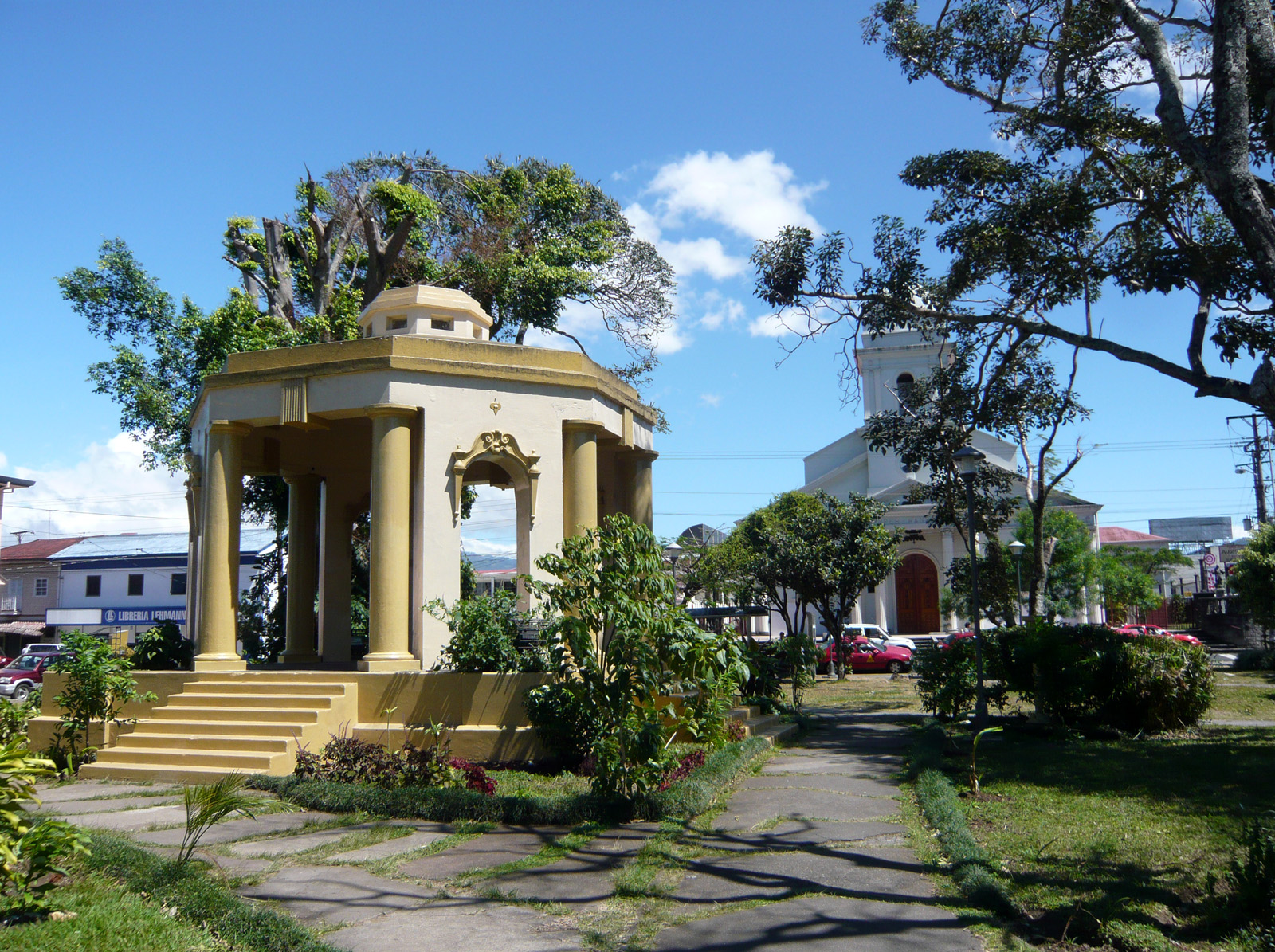

聖佩德羅德蒙特斯德奧卡區（西班牙語：San Pedro de Montes de Oca），是哥斯達黎加的一個區，位於該國中部聖何塞省，面積4.82平方公里，海拔高度1,205米，2011年人口23,977，人口密度每平方公里4,974.48人。